# Брадвардин, Томас

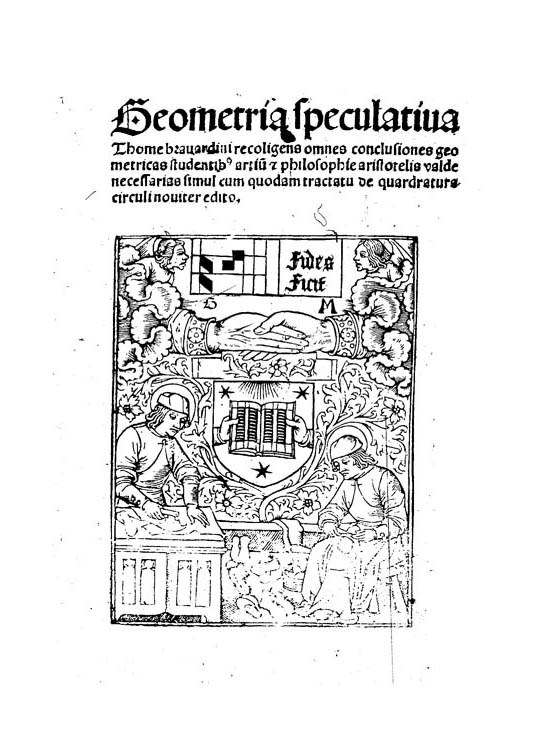
Geometria speculativa, 1495

Томас Брадвардин (также Фома Брадвардин, англ. Thomas Bradwardine; не ранее 1290 и не позднее 1300[…], предп. Чичестер — 26 августа 1349, Ламбет, Суррей[…]) — философ, математик и механик, старший представитель группы oксфордских калькуляторов из Мертон-колледжа, членом которого он был с 1323 года. В 1349 году был выбран архиепископом Кентерберийским и в этом же году умер от чумы.

## Научная деятельность
Заметный интерес представляет трактат Брадвардина «О теоретической геометрии» (De geometria speculativa). В первом отделе Брадвардин рассматривает звёздчатые многоугольники, получаемые из правильных выпуклых многоугольников путём продолжения их сторон до пересечения (начиная с пятиугольника). Из этих звёздчатых многоугольников первого порядка таким же путём получаются звёздчатые многоугольники второго порядка (начиная с семиугольника), и так далее. Брадвардин установил общее правило для нахождения суммы внутренних углов таких звёздчатых многоугольников. Во втором отделе Брадвардин занимается изопериметрическими свойствами многоугольников, круга и шара, следуя анонимному арабскому переводу Зенодора. Здесь же подробно обсуждается проблема углов касания. Третий отдел трактата посвящён учению о пропорциях. В четвёртом отделе обсуждается теорема о существовании только пяти правильных многогранников и рассматривается вопрос о заполнении пространства правильными телами.
В трактате «О пропорциях скоростей при движении» (De proportionibus velocitatum in motibus, 1328) Брадвардин сформулировал гипотетический закон, связывающий скорость движения тела, движущую силу и сопротивление среды. Согласно этому закону, отношение движущей силы к сопротивлению среды связано со скоростью тела показательной зависимостью.
«Трактат о континууме» (Tractatus de continuo) посвящён учению о непрерывном и дискретном, лежащему на границе между физикой, математикой и философией. Брадвардин придерживается взглядов Аристотеля на бесконечную делимость континуума и критикует атомистическую концепцию континуума, выводя из неё разнообразные противоречивые следствия.
Брадвардину принадлежат также трактаты «О теоретической арифметике» (De arithmetica speculativa), «О квадратуре круга» (De quadratura circuli), «Искусство памяти» (Ars memorative).

### Сочинения
- Bradwardine Thomas. Geometria speculativa, Latin text and English translation, with an introduction and a commentary. Stuttgart: Steiner-Verlag, 1989.
- Брадвардин Томас. Трактат о логических парадоксах. Перевод с лат. Журавлевой Е. В., Лисанюк Е. Н. Историко-философский ежегодник' 2013. ИФРАН — Канон+РООИ Реабилитация, 2014.C. 66-85. ISSN 0134-8655.

### О Томасе Брадвардине
- Ахутин А. В. История принципов физического эксперимента от античности до XVII века. М.: Наука, 1976.
- Гайденко В. П., Смирнов Г. А. Западноевропейская наука в средние века: Общие принципы и учение о движении. М.: Наука, 1989.
- Григорьян А. Т., Зубов В. П. Очерки развития основных понятий механики. М.: Изд. АН СССР, 1962.
- Журавлева Е. В., Лисанюк Е. Н. Лжет ли лжец Т.Брадвардина? (вступит.ст. к переводу) Историко-философский ежегодник' 2013. ИФРАН — Канон+РООИ Реабилитация, 2014. C. 52-65.
- Зубов В. П. Трактат Брадвардина «О континууме». Историко-математические исследования, 13, 1960, с. 385—440.
- История математики с древнейших времён до начала XIX столетия. Под ред. А. П. Юшкевича. Т. 1. М.: Наука, 1972.
- Юшкевич А. П. История математики в средние века. М.: Физматгиз, 1961.
- Claggett M. The science of mechanics in the Middle Ages. Madison: University of Wisconsin Press, 1960.
- Crosby H. L. Tractatus de proportionibus, its significance for the development of mathematical physics. Madison: University of Wisconsin Press, 1955.